# Sevişler-Talsperre
Die Sevişler-Talsperre (türkisch Sevişler Barajı) liegt am Yağcılı Çayı, einem rechten Nebenfluss des Bakırçay, 8 km nördlich der Kreisstadt Soma in der westtürkischen Provinz Manisa. 
Die Talsperre wurde in den Jahren 1977–1981 zur Trink- und Brauchwasserversorgung errichtet.
Der Erdschüttdamm hat eine Höhe von 65 m über Gründungssohle und besitzt ein Volumen von 4,6 Mio. m³. 
Der zugehörige Stausee bedeckt eine Fläche von 5,8 km² und verfügt über ein Speichervolumen von 127 Mio. m³.
Die Talsperre dient der Bewässerung einer Fläche von 7000 ha.